# ドラえもんのひみつ道具 (1979年のテレビアニメ あ-い)
「ドラえもんのひみつ道具 (1979年のテレビアニメ あ-い)」では、藤子・F・不二雄原作のテレビアニメ『ドラえもん』（第2作第1期）に登場するひみつ道具のうち、名称が「あ」で始まるものから「い」で始まるものまでを列挙する。

## あいすボックス
あいすボックスは、「あいすボックス」（1993年4月30日放送、映像ソフト未収録）に登場する。
製氷皿を模した道具。付属のマイクに向かって自分の名前を入力し、製氷皿を冷凍庫に入れてしばらく待つと、ピンク色の氷ができあがる。氷が解けるときに音楽が流れ、「ぼくは――（入力された名前）。好き、好き、愛してる!」と音声メッセージが流れる。それを聴いた者は、氷から発せられた名前の主を好きになってしまう。

## アイスメーカー
アイスメーカーは、「のび太彗星」（1997年8月29日放送、映像ソフト未収録）に登場する。
製氷機の一種。「彗星の種とコントローラー」「彗星の素」を併用すると、彗星を作ることができる。

## 赤ちゃんほんやく機
赤ちゃんほんやく機（あかちゃんほんやくき）は、「赤ちゃんほんやく機」（1993年12月17日放送、映像ソフト未収録）に登場する。
乳幼児に与えるおしゃぶりを模した道具。赤ちゃんはこれを口にくわえていると流暢な人語を話すことができる。

## あげま賞
あげま賞は、「あげま賞」（2000年3月27日放送、映像ソフト未収録）に登場する。
賞状の形をしている道具。この道具で「――を――したで賞」という感じに賞を作り、その賞のとおりのことを実際にやると、賞のとおりにしてもらった人から賞状がもらえる。ただし、できそうにないことを賞にすると、賞をもらう前にその行為を実行せねばならなくなる。

## あこがれミラー
あこがれミラーは、「あこがれミラー」（2000年8月4日放送、映像ソフト未収録）に登場する。
姿見鏡を模した道具。鏡に自分の姿を映して「鼻が高くなあれ」などと唱えると、鏡に映った自分の姿がそのとおりに変化する。そのまま鏡の正面から接触すると、鏡を通り抜けることができ、自分の体は注文したとおりの姿になっている。鏡の背面から通り抜けると元に戻る。

## あしあとチェックスプレー
あしあとチェックスプレーは、「あしあとチェックスプレー」（1995年3月3日放送、映像ソフト未収録）に登場する。
気体の入ったスプレー缶。足跡にこれを吹き付けると、その足跡を付けた者が足跡の上に瞬間移動する。足跡の化石に使用すると、足跡を付けた者がタイムスリップして現れる。
あしあと戻しスプレー（あしあともどしスプレー）
気体の入ったスプレー缶に入った。足跡に「あしあとチェックスプレー」吹き付けて現れた足跡の主を瞬間移動させた状態で、その足跡あるいは足跡の主に「あしあと戻しスプレー」を吹き付けると、足跡の主は元の場所および時代へと瞬間移動する。

## 明日せんたく機
明日せんたく機（あしたせんたくき）は、「明日せんたく機」（1993年2月26日放送、映像ソフト未収録）に登場する。
電気洗濯機を模した機械。「あした」を選ぶ余地があることから、洗濯と選択をかけた「せんたく」という表記になっている。ふたを開けるとうずのような物が回っており、その中が「あした」になっているという。Tシャツを象った小さなカードに、あした自分が混ざりたいこと書き、うずの中へ入れる。うまく混ざると赤ランプが青ランプに変わり、混ざったことを音声で知らせてくれる。本来であれば自分が混ざらないはずの所を、未来をねじ曲げて混ざるようにするので、混ざったおかげで物事が順調に運ばずに予想外の危険を受けるおそれもある。
それを防ぐため、夜間眠っている間に、混ざった場合のあしたを夢の中でシミュレーションすることができる。シミュレーションの結果が芳しくないと感じた場合は、朝起きたうちに取り消し操作を行うことで、混入はなかったことになる。

## 明日にかける橋
明日にかける橋（あすにかけるはし）は、「明日にかける橋」（1997年1月31日放送、映像ソフト未収録）に登場する。
わたりながら願い事をすると、明日中に叶えられる。願いが承諾すると橋を渡ることができる。しかし、却下されると、橋を渡ることはできず、跳ね飛ばされる。

## アスレチックシール
アスレチックシールは、「アスレチックシール」（1992年4月10日放送、映像ソフト未収録）に登場する。
このシールには運動の内容を示すイラストと、運動の回数を示す数字が書かれており、このシールを体に貼り付けるとシールの運動をシールの回数だけ強制的に行わせる。

## あっちこっち移動セット
あっちこっち移動セット（あっちこっちいどうセット）は、「のび太運送はいかが」（1998年8月14日放送、映像ソフト未収録、テレビアニメ第2作第2期では2023年7月22日に放送）に登場する。
モニターテレビと衛星カメラのセット。衛星カメラは球体で、レンズが捉えている映像はリアルタイムでモニターテレビに映し出される。モニターに写った任意の物体をタッチペンでクリックすると、その物体は消滅して四次元空間へ格納される。四次元空間へ格納した物体は、モニターテレビに映した場所の任意の位置へ出現させることができるほか、操作している者の手元へ出現させることもできる。衛星カメラが衝撃により故障すると、四次元空間へ格納されたままのすべての物体が、モニターテレビのある場所の上空からまとめて降ってくる。

## あと戻りカレンダー
あと戻りカレンダー（あともどりカレンダー）は、「あと戻りカレンダー」（1996年1月12日放送、映像ソフト未収録）に登場する。
日めくりカレンダーを模した道具。通常の日めくりカレンダーとは逆で、1枚めくると1日前の日付が出るようになっている。カレンダーを破っておもてになった日付が、現在の日付になる。たとえば1月1日に1枚破るとカレンダーが12月31日になり、現実も12月31日になる。
一般人は日付が逆行していることに気づくことはなく、また逆行前の記憶も持たない。日付の逆行の事実を知っているのは「あと戻りカレンダー」のことを知っている者のみとなる。日付の逆行の事実を知っている者から見れば、森羅万象は同一の日付にまったく同じことを繰り返していることがわかる。

## アニマルクリニック
アニマルクリニックは、「アニマルクリニック」（1996年11月22日放送、映像ソフト未収録）に登場する。
小動物が入る程度の大きさのケージ。負傷した小動物を中に入れると暖色の光が患部を照射し、自然治癒を早めることができる。

## アニマルスーツ
アニマルスーツは、「アニマルクリニック」（1996年11月22日放送、映像ソフト未収録）に登場する。
動物になりきることのできる着ぐるみ。動物ごっこ帽子やバードキャップのように、小動物から怖がられずに接することを目的としている。作中ではムササビと接するために、ムササビ
のようなアニマルスーツを使用した。

## アニマルセット
アニマルセットは、「ボクのライバル!」（2002年10月25日放送、映像ソフト未収録）に登場する。
外見を任意の動物のように変える道具。トランクケースにフィルム缶のようなものが18個入っており、それぞれに動物の名前が書いてある。体型が変わることはなく、もともとの体型にそれぞれの動物の身体的特徴や体色が備わることになる。たとえば「ゾウセット」を使用すると、体型はそのままで体色が灰色になり、大きな耳や長い鼻が備わる。作中ではコアラセット、ゾウセット、トラセット、黒猫セットが登場した。

## アニマルパワーベルト
アニマルパワーベルトは、「アニマルパワーベルト」（2000年7月21日放送、映像ソフト未収録）に登場する。
腰に巻くベルトのような道具。これを装着し、ベルトの接合部のあたりにあるメカニックで動物を選択すると、その動物の能力を身に付けることができる。作中ではカメレオン、ネコ、イヌ、コウモリ、チーター、カンガルー、ゴリラ、カメの能力が登場した。

## アニマル・ペッパー
アニマル・ペッパーは、「アニマル・ペッパー」（1999年5月14日放送、映像ソフト未収録）に登場する。
コショウのビンのようなものに入った粉末の道具。任意の物体にふりかけると、元の物体から連想される動物に変形し、その物体は動物になりきる。たとえば本は鳥になり、イスはウマになり、電気掃除機はゾウになる。

## アバタもエクボシール
アバタもエクボシールは、「アバタもエクボシール」（1994年4月22日放送、映像ソフト未収録）に登場する。
中央が少し陥没している、ハート形のシール。これを2人のほほに1枚ずつ貼ると互いが好きになり、仲良しになる。シールを貼った一方が落ち込んで愚痴をこぼしたとしても、シールを貼ったもう一方にとってはあばたもえくぼに思え、言葉で励ますことができる。本来は男女間で使用するための道具。

## アマイワト
アマイワトは、「アマイワト」（1997年9月5日放送、映像ソフト未収録）に登場する。
岩でできた個室のような道具。天岩戸の伝説のように、この中に入った者はみんなから心配され、早く出てきて欲しいと願われる。放出する電波のレベルを上げると、より過剰に心配されるようになる。そして岩戸隠れした者に対するイメージがどんどん膨れ上がっていくため、周囲のイメージと実際の姿との剥離が激しくなり、アマイワトから出づらくなるおそれがある。
同様に天岩戸伝説をモチーフとした道具に冬眠シェルター、ママの岩戸がある。

## あまえんぼシール
あまえんぼシールは、「あまえんぼシール」（1993年3月5日放送、映像ソフト未収録）に登場する。
スマイリーフェイスのような図案のシール。これを額に貼られた者は、貼った者を甘やかしたくなってしまう。シールは貼った者にしかはがすことはできない。

## アヤトリックス
アヤトリックスは、「アヤトリックス」（2004年2月27日放送、映像ソフト未収録）に登場する。
手袋を模した機械。両手にはめて使用する。左手にあるスコープで任意の物体に照準を合わせてボタンを押すと、両手のすべての指から見えない糸が出て物体に絡みつく。タケコプターなどで上空に飛べば、その物体を操り人形のように操ることができる。うまく操ることで、映画『マトリックス』のワンシーンのように、飛来する球体からアクロバティックに避けさせることもできる。

## あらいぐもセット
あらいぐもセットは、「あらいぐも」（2004年7月2日放送、映像ソフト未収録）に登場する。
「あらいぐも」を製造する道具。まず操作パネルにある三角形のボタンを押すと、四角形の盤面に満遍なく開いている孔から水蒸気が噴き出す。次にコショウのビンのようなものに自分の名前をつげ、盤上の水蒸気に向かってビンから粉末をふりかけると、ピンク色の小さな雲「あらいぐも」ができあがる。操作パネルにある四角形のボタンを押すと、あらいぐもは消滅する。
個人専用のあらいぐもなので、所有者の命令に従って手や顔を洗う。もっと大きな物体を洗うことも不可能ではないが、物体の大きさに合わせてあらいぐもは大きくなり、大きくなりすぎると「あらいぐもセット」で消滅させることができなくなる。
作中では肥大化したあらいぐもを消すため、ビッグライトで大きくしたドライアイスをビッグ音波ハンマーで粉砕し、粉砕したドライアイスをあらいぐもの上にまくことで、あらいぐもに大雨を降らせた。雨を降らしきるとあらいぐもは自然消滅する。

## ア・ラ・カルテ
ア・ラ・カルテは、「ア・ラ・カルテ」（1981年1月14日放送、映像ソフト未収録）に登場する。
カルテを模した道具。名前、病名、症状を記す欄があり、すべての欄に記入すると実際に対象者が病気になる。記入する名前は本名でなくてもよく、病名は架空のものでも構わない。本来は未来の国で医師が研究目的に使用する道具であり、みだりに使用していいものではない。

## アレキサンダル
アレキサンダルは、「アレキサンダル」（1994年9月9日放送、映像ソフト未収録）に登場する。
サンダルを模した道具。サンダル自体が動くため、履いている本人は何もせず歩行や走行が可能。足が痛いときでも、このサンダルを履いておけば軽快に歩行することができる（のび太曰く「歩く歩道の上を走ってるみたい」）。このサンダルを履いてあらかじめ時刻と行動を設定しておくと、設定した時刻に設定した行動を行うことができる。歩行速度はコントローラーでいつでも調節でき、歩行速度を最大にすると凄まじいスピードで走れる。また離れた場所にサンダルを置いていても、コントローラーで呼び出すことができる。しかしサンダル自体が動くとは言え、水上歩行と言った芸当は不可能で、もしやろうとすればその場で足だけ動かしながら沈むだけである。

## アリとキリギリスバッチ
アリとキリギリスバッチは、「ひみつ道具大募集優秀賞作品 アリとキリギリスバッチ」（2004年1月30日放送、映像ソフト未収録）に登場する。
イソップ寓話『アリとキリギリス』をモチーフにした道具。「アリバッチ」と「キリギリスバッチ」という2種類のバッジから成る。アリバッチを身に着けた者は、キリギリスバッチを身に着けた者の命令には絶対に逆らえない。命令を聞いたときの返事は「アイアイサー」。
ちなみに、この道具は番組が行ったアイディア募集企画「ひみつ道具大募集」において、優秀賞を獲得した視聴者からのアイディアが基となっている。
階級ワッペンとは同じく、服に貼られた場合、その服を脱げば効力はなくなる。

## アンコール100ワット
アンコール100ワットは、「アンコール100ワット」（1993年10月1日放送、映像ソフト未収録）に登場する。
地中に埋まっている物体を発見し、取り出すことのできる道具。アンコール・ワットのような古代の遺跡を発見することを目的としているが、家庭用なので100ワットと名づけられているという。埋めた時期をワット数換算でダイヤル指定して使用する。ワット数を上げると、それだけ古いものを見つけることができる。あくまで家庭用なので、ワット数を最大に指定しても江戸時代程度までしか遡ることができないという。

## アンサーグラス
アンサーグラスは、「ジャイアンは天才少年」（1994年4月29日放送、映像ソフト未収録）に登場する。
メガネ型の道具。このメガネをかけた状態で疑問を口にする、または念じることで、その答えをレンズの手前に表示する道具。
この道具はドラえもんがチョウの名前を調べたときに落としたもの。ジャイアンがこれを拾い、翌日の抜き打ちテストで、出木杉もとれなかった100点を取った。また相手の弱点や、相手がしようとしていることを調べることもでき、その対処法すらも瞬時に分かる。この為、悪意ある人間の手にアンサーグラスが渡るのは非常に危険であり、ジャイアンのアンサーグラスと引き換えに四次元ポケットを貸すという要求をドラえもんは呑まざるを得なくなった（その結果、好き放題やり始めたジャイアンにドラえもんはスクラップにされ、のび太も追い詰められてしまう。…という夢をのび太が見た為、夜中にこっそりアンサーグラスだけ取り返した）。
同じ外見だが、念じても表示される顔にアッカンベーされるだけのイタズラ用のグラスも存在し、ジャイアンの部屋に忍び込んだドラえもんに本物とすり替えられ、気付かないままジャイアンは翌日のテストに臨んでしまった。

## 安全スーツ
安全スーツ（あんぜんスーツ）は、「セワシレポート」（1999年12月3日放送、映像ソフト未収録）に登場する。
22世紀で暮らすセワシが着ていた服。任意の物体をスキャニングして構造を調べる機能、食品をスキャニングして栄養素を調べる機能、身体能力を上げる機能、高所から落ちても衝撃を吸収する機能がある。

## アンタガ主役バッジ
アンタガ主役バッジ（アンタガしゅやくバッジ）は、「アンタガ主役バッジ」（1998年10月16日放送、映像ソフト未収録）に登場する。
円形のバッジ。これを胸に着けると、物語の世界などで主役として活躍することができる。

## アンミンゼミ
アンミンゼミは、「ねんころりん」（1993年4月23日放送、映像ソフト未収録）に登場する。
ミンミンゼミを模した道具。ラジコンで操縦して飛ばせ、柱などにつかまらせると鳴き声と出す。飛んでいる最中に水のようなものを落とすことがあるが、尿ではなく香水になっている。香水の香りとアンミンゼミの鳴き声が、その場にいる者を安眠へと誘い込む。
より強力な誘眠作用を持つ道具にねんころりんセットがある。

## いいことポイントカード
いいことポイントカードは、「いいことポイントカード」（1999年12月10日放送、レンタル専用VHS『21世紀テレビ文庫 テレビ版ドラえもん』第33巻に収録）に登場する。
このカードを身につけ、1回いいことをしたり、他人に親切にすると1点ポイントが貯まる。ただし、他人から親切にされると貯めたポイントから減点されてしまう。1日で5ポイント貯まると店などでポイントを欲しい物と交換することができる。このとき、ポイントを困っている人のために使うと、再び5ポイント貯まり、今度は自分のために使うことができる。

## イイト粉セッケン
イイト粉セッケン（イイトこセッケン）は、「イイト粉セッケン」（1999年2月19日放送、映像ソフト未収録）に登場する。
この石鹸でシャボン液を作り、任意の人間をシャボン玉で包んで使用する。たとえば困っている人を察知すると放っておけなくなるなど、シャボン玉で包まれた者は自分のいいところを強調せざるを得なくなる。

## 生き物交通標識
生き物交通標識（いきものこうつうひょうしき）は、「生き物交通標識」（1996年11月29日放送、映像ソフト未収録）に登場する。
キンシひょうしきの強化版。キンシひょうしき同様、行動を制限する以外にも特定の行動を取らせる事が可能。ほんもの図鑑のように、本の中から取り出して使用する。日本の道路標識#規制標識を模した小さなものであり、支柱の底部にある吸盤であらゆる床や地面に設置できるほか、壁に貼り付けることもできる。設置した標識を取り外すには専用のペンチが必要。標識が示す規制は、設置した者を除くあらゆる生き物（虫を含む）が対象となる。ドラえもんも対象になっていた事から、ロボットにも効果がある模様。作中では登場する標識は以下のとおり。
- (301) 通行止め
- (311-B) 指定方向外通行禁止（指定の方向に強制的に進まされる）
- (326-A) 一方通行
- (324) 最低速度（指定の速度で常に歩かされる）
- (315) 駐停車禁止（止まる事ができない）
- (328) 警笛鳴らせ（「プップー」と言わされる）
- (330) 一時停止
- (314の2) 追越し禁止

## 一日なんでも体験機
一日なんでも体験機（いちにちなんでもたいけんき）は、「一日なんでも体験機」（2000年5月5日放送、映像ソフト未収録）に登場する。
1日だけあらゆる職種や役職を体験することができる道具。操作はすべてモニターテレビで行う。前日の晩に職種や役職、それに付随する細部の設定を行っておくと、翌日の朝から夕方までその体験をすることができる。

## いちやづけ
いちやづけは、「いちやづけ」（1993年8月6日放送、映像ソフト未収録）に登場する。
一夜漬け（あるいは浅漬け、早漬け）の要領で一夜漬け勉強法を行う道具。バネ式の早漬け用プラスチック製漬物器を象っている。器に文字原稿を入れてふたを閉めたのち、ネジ式コイルバネを適度に閉める。そしてイヤフォンを接続し、両耳にはめて眠る。すると翌日には文字原稿の内容を一字一句記憶できているというもの。機械の背面にあるイヤフォンジャックは右耳用と左耳用の2極の出力端子があり、使用するイヤフォンもそれに対応している必要がある。

## いつでもどこでも大劇場
いつでもどこでも大劇場（いつでもどこでもだいげきじょう）は、『緊急発表! ドラえもん ドラデミー賞3時間スペシャル』幕間「ドラデミー賞スペシャル サイドストーリー」（2004年12月31日放送、映像ソフト未収録）に登場する。
やかんの上に、T字型のハンドルが付いたような形をした道具。空気入れの要領で、T字型のハンドルを押し下げると、やかんの注ぎ口に当たる部分から巨大な建物が出る。内装は洋風の劇場を模している。機械の横にある赤いボタンスイッチを押すと、建物は消滅する。

## 一等賞レーダー
一等賞レーダー（いっとうしょうレーダー）は、「一等賞レーダー」（2001年5月18日放送、映像ソフト未収録）に登場する。
任意の人物が一等賞を獲得した事実を過去にさかのぼって調査し、決定的瞬間を写真としてプリントアウトしてくれる道具。認証装置にてのひらをかざすと、その者が調査対象となる。

## 命吹きこみ光線
命吹きこみ光線（いのちふきこみこうせん）は、「雪だるまドラ太郎」（1997年2月14日放送、映像ソフト未収録）に登場する。
雪だるまを動かすために出した道具。外見は「たましいふきこみ銃」に似ており、名前も似ていることから同様の機能を持つ道具である可能性があるが、作中で使用されていないため詳細不明。

## イメージキャップ
イメージキャップは、「伝書バコ」（2001年5月25日放送、映像ソフト未収録）に登場する。
帽子とモニターテレビのセット。帽子を任意の動物の頭に乗せると、頭の大きさにあわせて帽子の大きさが変わる。その状態でモニターテレビの赤いボタンを押すと、その動物が持っている故郷のイメージが1つだけ画面に映し出される。

## イメージ変身クリーム
イメージ変身クリーム（イメージへんしんクリーム）は、「イメージ変身クリーム」（1996年2月9日放送、映像ソフト未収録）に登場する。
これを顔に塗って自分のイメージした顔を作ることができる。ただし、顔を変えても、体格や着ている服は変わらない。また、自分の本来の顔を覚えていないと元の顔に戻れない。

## イメージナビキット
イメージナビキットは、「イメージナビキット」（2004年6月18日放送、映像ソフト未収録）に登場する。
探し物を見つけるための道具。まずあらかじめロケットで衛星カメラを打ち上げておく。電球が2つ付いた輪を頭にかぶり、そこから伸びるケーブルをモニターテレビに接続する。そして探し物をイメージすると、その形に適合するものの位置が画面上の地図に表示される。あとはモニターを手に持って、地図のとおりに探せば、探し物が見つかるというもの。

## いるかいないかカード
いるかいないかカードは、「ツアーロボット」（2003年10月4日放送、レンタル専用VHS『ドラえもん テレビ版スペシャル特大号 冬の6』に収録）に登場する。
トランプのカードのような道具。人を探して、なにかありそうな洞窟を発見したときに出した。しかし占いに頼るべきではないと一蹴されたため、作中では使用していない。

## 入れ替えビデオ
入れ替えビデオ（いれかえビデオ）は、「ビデオレターは大変だ」（1994年1月21日放送、映像ソフト未収録）に登場する。
モニター付きのビデオカメラ。この道具で二人の人物を撮影すると、ビデオカメラには二人の人物の立場が入れ替わった状態で録画される。例えば、のび太がスネ夫を殴っているところを撮影すると、ビデオカメラにはスネ夫がのび太を殴っている形で録画されている。
作中ではスネ夫が外国にいる従姉妹にウソの自慢話をゴマかすために使用。

## いれかえミラー
いれかえミラーは、「いれかえミラー」（2003年5月23日放送、映像ソフト未収録）に登場する。
手鏡を模した道具。赤色のボタンを押して、任意の者をこの鏡に映すと、使用者と対象者の姿が入れ替わる。中身は入れ替わらず、両者は外見と中身が違っていることになる。30分経過するか、緑色のボタンを押すかすると元に戻る。

## 入れ替えライト
入れ替えライト（いれかえライト）は、「入れ替えライト」（2001年6月8日放送、映像ソフト未収録）に登場する。
クロス・スイッチのような道具。この道具を任意の者に向けてボタンスイッチを押すと、使用者と対象者の能力が入れ替わる。

## 入れかわリング
入れかわリング（いれかわリング）は、「入れかわリング」（2001年8月10日放送、映像ソフト未収録）に登場する。
∞の形をした手錠サイズの道具。2つの穴に手を（動物の場合は前足を）入れると、2人の心が入れ替わる。
この道具が登場するエピソードは藤子・F・不二雄の漫画『バケルくん』のエピソードの1つ「こまったニャア」を『ドラえもん』用に改変したような作品になっている。バケルが用いる変身人形と同じように、入れ替わって得た身体の本来の持ち主と同じことができるが、身体の動かし方は慣れて覚えるしかない。

## いろいろ雲ボンベ
いろいろ雲ボンベ（いろいろくもボンベ）は、「いろいろ雲ボンベ」（1995年2月24日放送、映像ソフト未収録）に登場する。
スイトリ雲ボンベ、水着ボンベ、ジュース雲ボンベの3点セット。それぞれがスプレー缶に入っており、発射口から「雲」（のようなもの）が噴射される。
スイトリ雲ボンベ
水分を吸収するスポンジのような役目をする雲を噴射する。水分を含んだ雲から水（作中では温泉）を取り出すときは、蛇口を取り付ける必要がある。
水着ボンベ
これを身体に噴射すると、雲が水着のように固まる。
ジュース雲ボンベ
これを空中に噴射するごとに、ブドウ、パイナップル、リンゴ、バナナ、メロンの、それぞれの形と色をした雲ができる。この雲にストローを挿すと、それぞれの果物の味をしたジュースを飲むことができる。

## いろいろメガネ
いろいろメガネは、「いろいろメガネ」（2003年2月14日放送、映像ソフト未収録）に登場する。
黄色のふちのメガネ。メガネのつるに喜怒哀楽の4つのボタンがついている。このメガネを装着していずれかのボタンを押すと、レンズを通して見た世界がボタンに応じて変化し、相手がしゃべる内容も違って聞こえるようになる。感情を増幅して普段以上の力を発揮することができるという道具。赤色は怒り、黄色は楽しみ、緑色は喜び、青色は哀しみのボタンになっている。たとえば赤色のボタンを押すとレンズが赤くなり、相手のしゃべる内容が自分を挑発しているように聴こえるため、闘争心を燃やして普段以上の力を発揮することができるようになる。

## インスタントジャングル
インスタントジャングルは、「即席ジャングル」（1981年2月5日放送、映像ソフト未収録）に登場する。
缶詰を象った道具。缶の裏にあるダイヤルで「小」「中」「大」「OFF」の中から選択して使用する。作中では、ダイヤルを「小」に合わせて空き地で使用したところ、缶の中からジャングルが生え、空き地を埋め尽くしてさらに大きくなった。「小」の場合は30分でジャングルになるという。絶対安全が保障されているというが、衣服や体がボロボロになる可能性はある。「OFF」にするとジャングルは缶の中に戻る。